# نعناع مائي
النَّعْنَاعُ المَائِيُّ أو حَبَقُ المَاءِ أو الفُوذَنْجُ النَّهْرِيُّ أو الفُوتَنْجُ النَّهْرِيُّ أو الفُوتَنْجُ المَائِيُّ أو الحَبَقُ النَّهْرِيُّ أو حَبَقُ التِّمْسَاحِ أو الضَّوْمَرَانُ أو الضَّيْمُرَانُ (باللاتينية: Mentha aquatica) نوع نباتي يتبع جنس النعناع من الفصيلة الشفوية.

## البيئة والانتشار
موطنه بلاد الشام والمغرب العربي وأوروبا.

## مرادفات للاسم
- النعناع الحامضي (باللاتينية: Mentha citrata) [9]